# 2013 NBA All-Star Game
2013 NBA All-Star Game – 62. mecz gwiazd NBA, który odbył się 17 lutego 2013 roku, w hali Toyota Center, mieszczącej się w Houston w Teksasie. Gospodarzami widowiska była tamtejsza drużyna NBA - Houston Rockets. Miastu organizację zawodów przyznał 8 lutego 2012 roku komisarz ligi National Basketball Association David Stern. Był to trzeci raz, kiedy w tym mieście odbył się mecz gwiazd. Poprzednimi razy miasto gościło największe gwiazdy ligi w 1989 i 2006 roku.
Zawodników pierwszej piątki, trzech zawodników "frontcourtu" i dwóch "guardów", wybiorą fani poprzez interaktywne głosowanie. Wcześniej kibice wybierali osobno dwóch skrzydłowych i środkowego, jednakże połączono te obie pozycje w kategorię "frontcourt". Najwięcej, 1 591 437 głosów, wśród wszystkich koszykarzy zebrał Kobe Bryant z Los Angeles Lakers.

## All-Star Game

### Trenerzy
Szkoleniowcami reprezentacji konferencji na mecz gwiazd zostali wybrani trenerzy, których drużyny w dniu 3 lutego 2013 roku miały najlepszy procent wygranych spotkań w swojej konferencji.
Gregg Popovich z San Antonio Spurs zapewnił sobie pozycje trenera Zachodu po zwycięstwie jego zespołu 30 stycznia, zaś Erik Spoelstra w dzień ogłoszenia trenerów, 3 lutego, po zwycięstwie prowadzonych przez niego Miami Heat z Toronto Raptors. Zgodnie z zasadami NBA, mówiącymi że trenerami drużyn nie mogą być te same osoby co przed rokiem, wykluczono możliwości objęcia posad trenerskich przez Scotta Brooksa z Oklahoma City Thunder i Toma Thibodeau z Chicago Bulls, którzy pełnili tę funkcję podczas poprzedniego meczu gwiazd.

### Zawodnicy
Wybór składów na All-Star Game odbywa się w dwóch krokach. Najpierw fani głosują poprzez stronę internetową NBA i portale społecznościowe na zawodników pierwszej piątki, trzech zawodników "frontcourtu" i dwóch "guardów". Rezerwy wybierają trenerzy NBA, którzy głosują na zawodników ze swojej konferencji, jednakże nie mogą oni być zawodnikami ich zespołu. Trenerzy wybierają w takich samych kategoriach jak kibice, a dwaj zawodnicy w danej konferencji z największą liczbą głosów poza rezerwową piątką, dostają dzikie karty. Jeśli zawodnik dozna kontuzji, w jego miejsce komisarz NBA David Stern wybiera innego gracza.
Kobe Bryant z Los Angeles Lakers zdobył najwięcej 1 591 437 głosów spośród wszystkich zawodników, co dało mu miejsce w pierwszym składzie drużyny Konferencji Zachodniej. Bryant został wybrany do All-Star Game po raz 15 w karierze, co daje mu drugie miejsce na liście wszech czasów. Chris Paul, Kevin Durant, Blake Griffin, i Dwight Howard to oprócz Bryanta pozostali zawodnicy pierwszego składu Zachodu. Po raz pierwszy w karierze do meczu gwiazd został wybrany James Harden z Houston Rockets, który jest jedynym debiutantem tychże meczach na zachodzie. Wszyscy zawodnicy Zachodu również rozpoczęli zeszłoroczny All-Star Game w pierwszej piątce, w tym Dwight Howard, który reprezentował wówczas Konferencje Wschodnią. Również tak samo jak w zeszłym roku, po dwóch reprezentantów w pierwszej piątce mają drużyny z Los Angeles: Clippers i Lakers, a w całej drużynie Zachodu po dwóch graczy mają Oklahoma City Thunder (Kevin Durant, Russell Westbrook) i San Antonio Spurs (Tony Parker, Tim Duncan). David Lee jest pierwszym zawodnikiem Golden State Warriors w Meczu Gwiazd od 1997, kiedy to ich drużynę reprezentował Latrell Sprewell.
Wśród zawodników Konferencji Wschodniej najwięcej, 1 583 646, głosów otrzymał LeBron James. Rajon Rondo, Dwyane Wade, Carmelo Anthony, i Kevin Garnett uzupełnili pierwszy skład drużyny Wschodu. Anthony, James i Wade byli zawodnikami pierwszej drużyny Konferencji Wschodniej również w zeszłym roku. Wśród rezerwowych drużyny Wschodu znalazło się pięciu debiutantów, którymi są Tyson Chandler, Paul George, Jrue Holiday, Kyrie Irving, i Joakim Noah. Boston Celtics w pierwszej piątce reprezentuje dwóch graczy po raz pierwszy od 1984 roku, gdy to w pierwszym składzie Wschodu byli Larry Bird i Robert Parish. Zespół New York Knicks ma dwóch zawodników w Meczu Gwiazd pierwszy raz od 2001 roku.

### Składy
| Poz                                        | Zawodnik          | Zespół                 | Wybór     | Głosy     |
| Starterzy                                  | Starterzy         | Starterzy              | Starterzy | Starterzy |
| ------------------------------------------ | ----------------- | ---------------------- | --------- | --------- |
| G                                          | Chris Paul (C)    | Los Angeles Clippers   | 6         | 929 155   |
| G                                          | Kobe Bryant       | Los Angeles Lakers     | 15        | 1 591 437 |
| F                                          | Kevin Durant      | Oklahoma City Thunder  | 4         | 1 504 047 |
| F                                          | Blake Griffin     | Los Angeles Clippers   | 3         | 863 832   |
| C                                          | Dwight Howard     | Los Angeles Lakers     | 7         | 922 070   |
| Rezerwowi                                  |                   |                        |           |           |
| F                                          | LaMarcus Aldridge | Portland Trail Blazers | 2         | —         |
| F                                          | Tim Duncan        | San Antonio Spurs      | 14        | —         |
| G                                          | James Harden      | Houston Rockets        | 1         | —         |
| F                                          | David Lee         | Golden State Warriors  | 2         | —         |
| G                                          | Tony Parker       | San Antonio Spurs      | 5         | —         |
| F                                          | Zach Randolph     | Memphis Grizzlies      | 2         | —         |
| G                                          | Russell Westbrook | Oklahoma City Thunder  | 3         | —         |
| Trener: Gregg Popovich (San Antonio Spurs) |                   |                        |           |           |

| Poz                                 | Zawodnik        | Zespół              | Wybór     | Głosy     |
| Starterzy                           | Starterzy       | Starterzy           | Starterzy | Starterzy |
| ----------------------------------- | --------------- | ------------------- | --------- | --------- |
| G                                   | Rajon RondoINJ  | Boston Celtics      | 4         | 924 180   |
| G                                   | Dwyane Wade (C) | Miami Heat          | 9         | 1 052 310 |
| F                                   | LeBron James    | Miami Heat          | 9         | 1 583 646 |
| F                                   | Carmelo Anthony | New York Knicks     | 6         | 1 460 950 |
| F/C                                 | Kevin Garnett   | Boston Celtics      | 15        | 553 222   |
| Rezerwowi                           |                 |                     |           |           |
| F                                   | Chris Bosh      | Miami Heat          | 8         | —         |
| C                                   | Tyson Chandler  | New York Knicks     | 1         | —         |
| F                                   | Luol Deng       | Chicago Bulls       | 2         | —         |
| F                                   | Paul George     | Indiana Pacers      | 1         | —         |
| G                                   | Jrue Holiday    | Philadelphia 76ers  | 1         | —         |
| G                                   | Kyrie Irving    | Cleveland Cavaliers | 1         | —         |
| C                                   | Joakim Noah     | Chicago Bulls       | 1         | —         |
| C                                   | Brook LopezREP  | Brooklyn Nets       | 1         | —         |
| Trener: Erik Spoelstra (Miami Heat) |                 |                     |           |           |

- (C) – kapitanowie drużyn na All-Star Game wybrani przez związek koszykarzy NBA[18].

### Przebieg
| 17 lutego 2013 20:30 ET | Box score | Drużyna Wschodu 138 – 143 Drużyna Zachodu        | Drużyna Wschodu 138 – 143 Drużyna Zachodu | Drużyna Wschodu 138 – 143 Drużyna Zachodu |  | Toyota Center, Houston, Teksas Sędziowie: #10 Ron Garretson #71 Rodney Mott #40 Leon Wood | TNT |
| 17 lutego 2013 20:30 ET | Box score | Rezultaty w kwartach: 26–31, 39–38, 39–39, 34–35 |                                           |                                           |  | Toyota Center, Houston, Teksas Sędziowie: #10 Ron Garretson #71 Rodney Mott #40 Leon Wood | TNT |
| 17 lutego 2013 20:30 ET | Box score | Pkt: Anthony 26 Zb: Anthony 12 As: Wade 7        |                                           | Pkt: Durant 30 Zb: Howard 7 As: Paul 15   |  | Toyota Center, Houston, Teksas Sędziowie: #10 Ron Garretson #71 Rodney Mott #40 Leon Wood | TNT |
| 17 lutego 2013 20:30 ET | Box score | MVP Meczu Gwiazd: Chris Paul                     |                                           |                                           |  | Toyota Center, Houston, Teksas Sędziowie: #10 Ron Garretson #71 Rodney Mott #40 Leon Wood | TNT |

## All-Star Weekend

### BBVA Rising Stars Challenge
| Runda                               | Numer | Poz. | Zawodnik               | Drużyna                | Rookie / Sophomore |
| ----------------------------------- | ----- | ---- | ---------------------- | ---------------------- | ------------------ |
| 1                                   | 1     | PG   | Damian Lillard         | Portland Trail Blazers | Rookie             |
| 2                                   | 3     | PG   | Kyrie Irving           | Cleveland Cavaliers    | Sophomore          |
| 3                                   | 5     | C    | Andre DrummondINJ      | Detroit Pistons        | Rookie             |
| 4                                   | 7     | SG   | Klay Thompson          | Golden State Warriors  | Sophomore          |
| 5                                   | 9     | SF   | Harrison Barnes        | Golden State Warriors  | Rookie             |
| 6                                   | 11    | SF   | Chandler Parsons       | Houston Rockets        | Sophomore          |
| 7                                   | 13    | SG   | Dion Waiters           | Cleveland Cavaliers    | Rookie             |
| 8                                   | 15    | SF   | Michael Kidd-Gilchrist | Charlotte Bobcats      | Rookie             |
| 9                                   | Los   | C    | Tyler Zeller           | Cleveland Cavaliers    | Rookie             |
| 10                                  | Los   | PG   | Kemba Walker           | Charlotte Bobcats      | Sophomore          |
| 11                                  |       | PF   | Andrew NicholsonREP    | Charlotte Bobcats      | Rookie             |
| Trener: David Fizdale (Miami Heat)  |       |      |                        |                        |                    |
| Generalny manager: Shaquille O’Neal |       |      |                        |                        |                    |

| Runda                                        | Numer | Poz. | Zawodnik         | Zespół                 | Rookie / Sophomore |
| -------------------------------------------- | ----- | ---- | ---------------- | ---------------------- | ------------------ |
| 1                                            | 2     | PF   | Anthony Davis    | New Orleans Hornets    | Rookie             |
| 2                                            | 4     | PF   | Kenneth Faried   | Denver Nuggets         | Sophomore          |
| 3                                            | 6     | SF   | Kawhi Leonard    | San Antonio Spurs      | Sophomore          |
| 4                                            | 8     | SG   | Bradley Beal     | Washington Wizards     | Rookie             |
| 5                                            | 10    | PG   | Ricky Rubio      | Minnesota Timberwolves | Sophomore          |
| 6                                            | 12    | PF   | Tristan Thompson | Cleveland Cavaliers    | Sophomore          |
| 7                                            | 14    | C    | Nikola Vučević   | Orlando Magic          | Sophomore          |
| 8                                            | 16    | PG   | Brandon Knight   | Detroit Pistons        | Sophomore          |
| 9                                            | Los   | PG   | Isaiah Thomas    | Sacramento Kings       | Sophomore          |
| 10                                           | Los   | PG   | Alexey Shved     | Minnesota Timberwolves | Rookie             |
| Trener: Mike Budenholzer (San Antonio Spurs) |       |      |                  |                        |                    |
| Generalny manager: Charles Barkley           |       |      |                  |                        |                    |

#### Przebieg
| 16 lutego 2012 3:00 (UTC+01:00) | Box Score | Team Shaq 135 – 163 Team Chuck                             | Team Shaq 135 – 163 Team Chuck | Team Shaq 135 – 163 Team Chuck                                                                 |  | Toyota Center, Houston, Teksas Widownia: 16101 Sędziowie: #66 Haywoode Workman • #60 James Williams • #58 Josh Tiven | TNT |
| 16 lutego 2012 3:00 (UTC+01:00) | Box Score | Rezultaty w połowach: 66-90, 69-73                         |                                |                                                                                                |  | Toyota Center, Houston, Teksas Widownia: 16101 Sędziowie: #66 Haywoode Workman • #60 James Williams • #58 Josh Tiven | TNT |
| 16 lutego 2012 3:00 (UTC+01:00) | Box Score | Pkt: 32 Kyrie Irving Zb: 6 Kyrie Irving As: 8 Kemba Walker |                                | Pkt: 40 Kenneth Faried Zb: 10 Kenneth Faried/Tristan Thompson As: 10 Isaiah Thomas/Ricky Rubio |  | Toyota Center, Houston, Teksas Widownia: 16101 Sędziowie: #66 Haywoode Workman • #60 James Williams • #58 Josh Tiven | TNT |
| 16 lutego 2012 3:00 (UTC+01:00) | Box Score | MVP Rising Stars Challenge: Kenneth Faried                 |                                |                                                                                                |  | Toyota Center, Houston, Teksas Widownia: 16101 Sędziowie: #66 Haywoode Workman • #60 James Williams • #58 Josh Tiven | TNT |

### Sears Shooting Stars Competition
Informacje:
- Sponsorem konkursu Shooting Stars w 2013 roku został Sears, który zastąpił Haier.
- W 2013 Shooting Stars Competition będą występować cztery drużyny złożone z po trzech zawodników. Dwie z nich będą reprezentować Wschód, a inne dwie Zachód.
- W przeciwieństwie do poprzednich lat nie były brane pod uwagę kluby, w jakich występowali byli gracze podczas kariery.

| Nazwa zespołu  | Członkowie        | Zespół                | 1. Runda | Finały    |
| -------------- | ----------------- | --------------------- | -------- | --------- |
| Team Harden    | James Harden      | Houston Rockets       | 37,9 s.  | -         |
| Team Harden    | Tina Thompson     | Seattle Storm         | 37,9 s.  | -         |
| Team Harden    | Robert Horry      | (były zawodnik)       | 37,9 s.  | -         |
| Team Westbrook | Russell Westbrook | Oklahoma City Thunder | 29,5 s.  | 1:30,0 s. |
| Team Westbrook | Maya Moore        | Minnesota Lynx        | 29,5 s.  | 1:30,0 s. |
| Team Westbrook | Sam Cassell       | (były zawodnik)       | 29,5 s.  | 1:30,0 s. |

| Nazwa zespołu | Członkowie        | Zespół          | 1. Runda | Finały |
| ------------- | ----------------- | --------------- | -------- | ------ |
| Team Bosh     | Chris Bosh        | Miami Heat      | 50,0     | 1:29   |
| Team Bosh     | Swin Cash         | Chicago Sky     | 50,0     | 1:29   |
| Team Bosh     | Muggsy Bogues     | (były zawodnik) | 50,0     | 1:29   |
| Team Lopez    | Brook Lopez       | Brooklyn Nets   | 1:07     | -      |
| Team Lopez    | Tamika Catchings  | Indiana Fever   | 1:07     | -      |
| Team Lopez    | Dominique Wilkins | (były zawodnik) | 1:07     | -      |

### Taco Bell Skill Challenge
Informacje:
- W 2013 Skill Challenge będzie brało udział sześciu zawodników, a po trzech z nich będzie reprezentować odpowiednio Wschód i Zachód.

| Poz. | Zawodnik       | Zespół             | Wzrost | Waga  | 1. Runda | Finały  |
| ---- | -------------- | ------------------ | ------ | ----- | -------- | ------- |
| PG   | Jrue Holiday   | Philadelphia 76ers | 193 cm | 93 kg | 29,3 s.  | 35,6 s. |
| PG   | Brandon Knight | Detroit Pistons    | 191 cm | 86 kg | 32,2 s.  | -       |
| PG   | Jeff Teague    | Atlanta Hawks      | 188 cm | 82 kg | 49,4 s.  |         |

| Poz. | Zawodnik       | Zespół                 | Wzrost | Waga  | 1. Runda | Finały  |
| ---- | -------------- | ---------------------- | ------ | ----- | -------- | ------- |
| PG   | Damian Lillard | Portland Trail Blazers | 191 cm | 88 kg | 28,8 s.  | 29,8 s. |
| PG   | Jeremy Lin     | Houston Rockets        | 191 cm | 91 kg | 35,8     | -       |
| PG   | Tony Parker    | San Antonio Spurs      | 188 cm | 84 kg | 48,7     | -       |

### Foot Locker Three-Point Contest
Informacje:
- W 2013 Three-Point Contest będzie brało udział sześciu zawodników, a po trzech z nich będzie reprezentować odpowiednio Wschód i Zachód.

| Poz. | Zawodnik     | Zespół              | Wzrost | Waga   | 1. Runda | Finały |
| ---- | ------------ | ------------------- | ------ | ------ | -------- | ------ |
| G/F  | Paul George  | Indiana Pacers      | 203 cm | 100 kg | 10       | -      |
| G    | Kyrie Irving | Cleveland Cavaliers | 191 cm | 87 kg  | 18       | 23     |
| F    | Steve Novak  | New York Knicks     | 208 cm | 107 kg | 17       | -      |

| Poz. | Zawodnik      | Zespół                | Wzrost | Waga   | 1. Runda | Finały |
| ---- | ------------- | --------------------- | ------ | ------ | -------- | ------ |
| F    | Ryan Anderson | New Orleans Hornets   | 208 cm | 109 kg | 18       |        |
| F/C  | Matt Bonner   | San Antonio Spurs     | 208 cm | 107 kg | 19       | 20     |
| G    | Stephen Curry | Golden State Warriors | 191 cm | 84 kg  | 17       | -      |

### Sprite Slam Dunk Contest
Informacje:
- W 2013 Slam Dunk Contest brało udział sześciu zawodników. Trzech z nich reprezentowało Zachód, a trzech Wschód.

| Poz. | Zawodnik      | Zespół          | Wzrost | Waga  | 1. Dunk | 2. Dunk | Łącznie | Finały |
| ---- | ------------- | --------------- | ------ | ----- | ------- | ------- | ------- | ------ |
| SF   | Gerald Green  | Indiana Pacers  | 203 cm | 95 kg | 50      | 32      | 82      | -      |
| SG   | Terrence Ross | Toronto Raptors | 198 cm | 88 kg | 50      | 49      | 99      | 58%    |
| SF   | James White   | New York Knicks | 201 cm | 98 kg | 45      | 32      | 77      | -      |

| Poz. | Zawodnik       | Zespół               | Wzrost | Waga   | 1. Dunk | 2. Dunk | Łącznie | Finały |
| ---- | -------------- | -------------------- | ------ | ------ | ------- | ------- | ------- | ------ |
| PG   | Eric Bledsoe   | Los Angeles Clippers | 185 cm | 88 kg  | 39      | 50      | 89      | -      |
| PF   | Jeremy Evans   | Utah Jazz            | 206 cm | 88 kg  | 47      | 43      | 90      | 42%    |
| PF   | Kenneth Faried | Denver Nuggets       | 203 cm | 103 kg | 39      | 50      | 89      | -      |